# هیدکی ساکورای
هیدکی ساکورای (انگلیسی: Hideki Sakurai؛ زادهٔ ۱۶ مهٔ ۱۹۳۱) شیمیدان اهل ژاپن است.او در تمام طول تحصیل خود از کشور خود یعنی ژاپن خارج نشد و تحصیلات عالی خود را نیز در پایتخت ژاپن، توکیو به پایان رساند. هیدکی ساکورای عمده شهرت خود را به واکنش معروف ساکورای مدیون است که توسط خود وی کشف و به همین دلیل نام فامیلی وی بر روی این واکنش گذاشته شد.